# Oxyomus costipennis
Oxyomus costipennis är en skalbaggsart som beskrevs av Karl Henrik Boheman 1857. Oxyomus costipennis ingår i släktet Oxyomus och familjen Aphodiidae. Inga underarter finns listade i Catalogue of Life.